# Lycenchelys incisa
Lycenchelys incisa es una especie de pez de la familia de los Zoarcidae en el orden de los perciformes.

## Morfología
Los machos pueden llegar a alcanzar los 24 cm de longitud total.

## Hábitat
Es un pez de mar y de aguas profundas que vive hasta los 1272 m de profundidad.

## Distribución geográfica
Se encuentra en el Pacífico oriental: desde el Golfo de Panamá hasta el Perú. 

## Observaciones
Es inofensivo para los humanos. 